# Landschaftsschutzgebiet Hallenberger Hügelland

Rundumblick über das Landschaftsschutzgebiet vom Aussichtspunkt Sauerland Stabil-Stuhl

Das Landschaftsschutzgebiet Hallenberger Hügelland mit 1039,3 ha Größe liegt im Stadtgebiet Hallenberg. Das Gebiet wurde am 15. September 2004 mit dem Landschaftsplan Hallenberg durch den Hochsauerlandkreis als Landschaftsschutzgebiet (LSG) ausgewiesen. Das LSG liegt zum Großteil im mittleren Teil des Stadtgebietes. Dabei liegen die beiden größten Teilflächen östlich der Dörfer Liesen und Hesborn. Daneben gibt es noch verstreute Teilflächen in anderen Teilgebieten von Hallenberg.

## Beschreibung

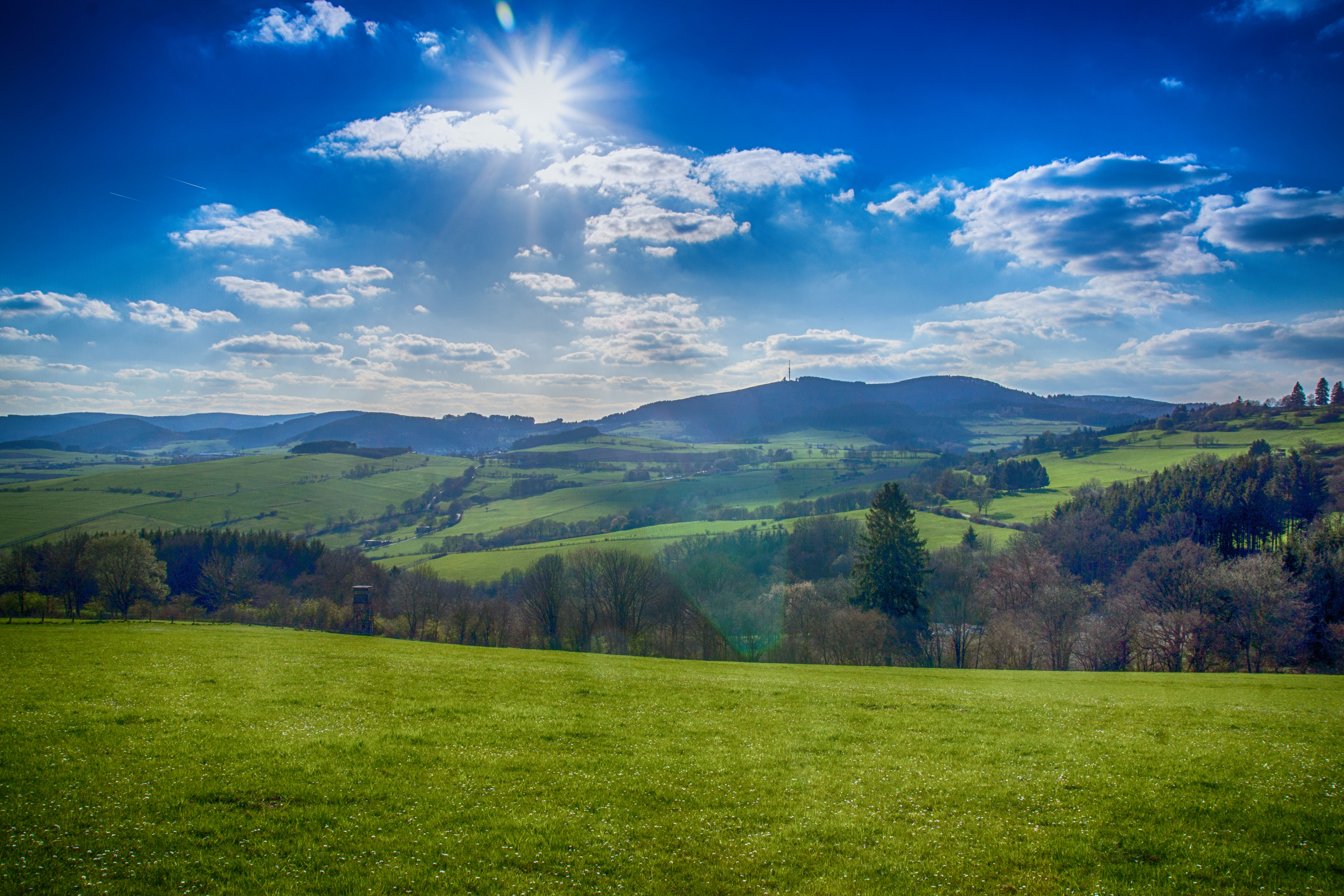
Blick Richtung Bollerberg

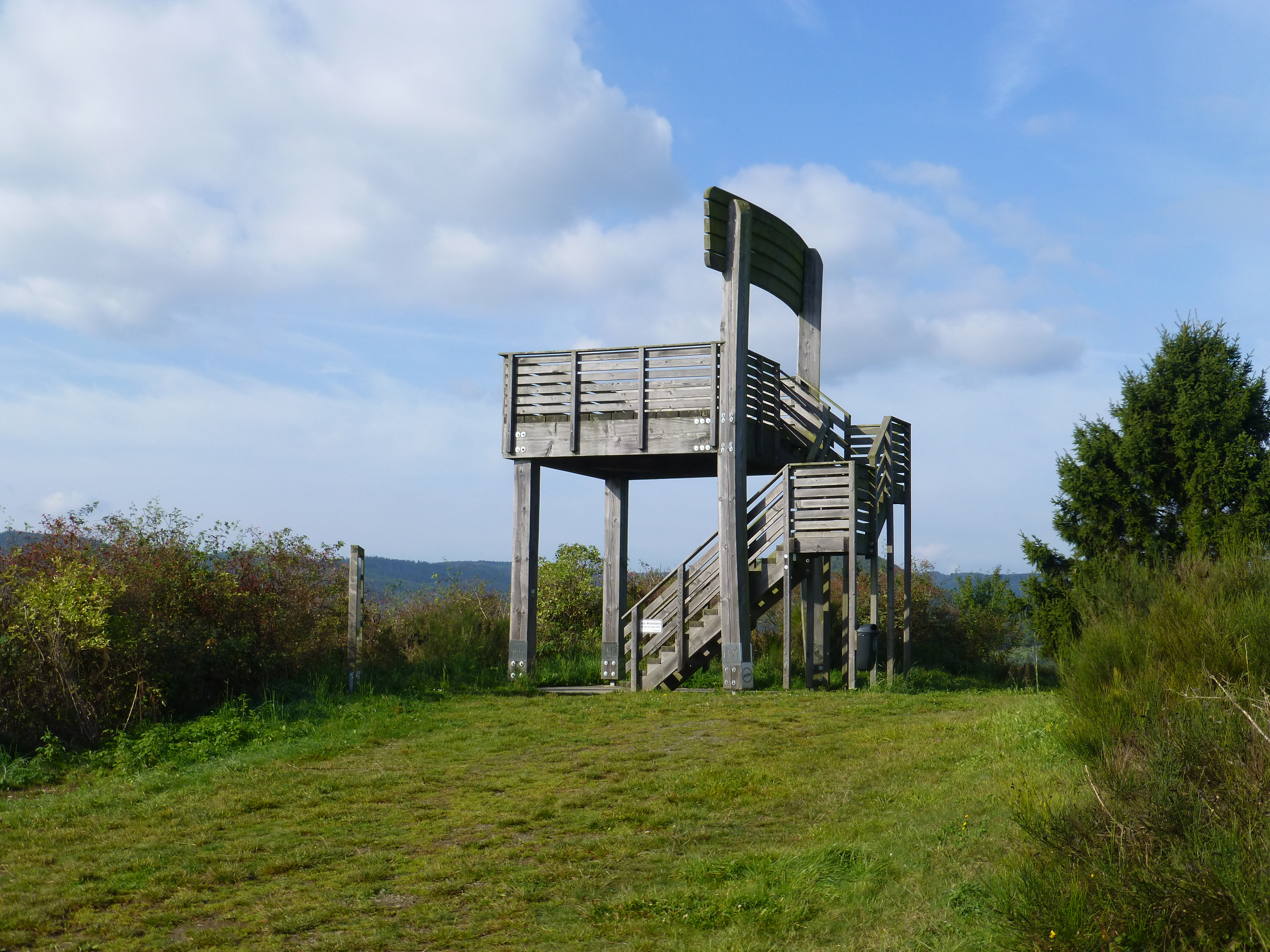
Ausschichtturm Sauerland Stabil Stuhl im LSG

Im Landschaftsschutzgebiet liegen fast nur Grünlandflächen. Der Ausschichtturm Sauerland Stabil Stuhl steht im Schutzgebiet. Im LSG brütet der Neuntöter.
Das LSG Hallenberger Hügelland wurde als LSG Typ B, Ortsrandlagen und Landschaftscharakter ausgewiesen. Es ist unter anderem das Errichten von Bauten verboten. Auch Erstaufforstungen, die Neuanlage von Weihnachtsbaumkulturen, Schmuckreisig- und Baumschulkulturen ist verboten.

## Gebote
Laut Ausweisung sind verschiedene Gebote festgesetzt worden. Das LSG ist durch landwirtschaftliche Nutzung und Pflegemaßnahmen von Bewaldung freizuhalten. Brachflächen sind abschnittsweise im Turnus von drei Jahren zu mähen um eine Verbuschung zu verhindern. Dabei darf nicht vor dem 1. August gemäht werden um Bruten nicht zu vernichten. Bei der Mahd ist das Mähgut abzutransportieren. Auf Obstweiden sind, falls notwendig, Obstbäume nachzupflanzen. Abgestorbene Obstbäume sind als Habitatbäume zu belassen. Die Hecken sind alle 10 bis 15 Jahre „Auf-den-Stock“ zu setzen, wobei Einzelbäume zu belassen sind. Die Heckenarbeiten dürfen nur vom 1. Oktober bis 28. Februar durchgeführt werden.

## Rechtliche Vorschriften
Wie in den anderen Landschaftsschutzgebieten vom Typ A besteht im LSG ein Verbot Bauwerke zu errichten. Vom Verbot ausgenommen sind Bauvorhaben für Gartenbaubetriebe, Land- und Forstwirtschaft, der öffentlichen Versorgung mit Elektrizität, Gas, Telekommunikationsdienstleistungen, Wärme und Wasser, der Abwasserwirtschaft oder einen bestehenden angrenzenden gewerblichen Betrieb (§ 35 Abs. 1 Nr. 1 und 2 des Baugesetzbuches). Auch der Bau von Windkraftanlagen und Wasserkraftwerken ist mit Baugenehmigung erlaubt.